# Isabel Nogueira

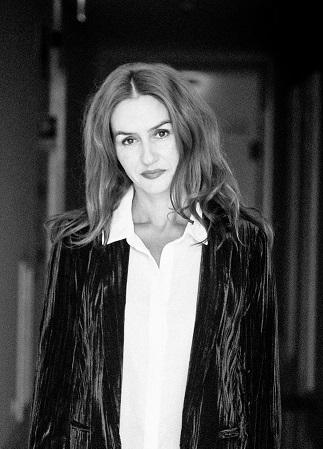
Foto por: Estelle Valente

Isabel Nogueira (Vila Real, 25 de Novembro de 1974) é escritora, historiadora e crítica de arte contemporânea. Vive e trabalha em Lisboa. Licenciada em História da Arte (Universidade de Coimbra,1999), mestre em Teorias da Arte (Faculdade de Belas-Artes da Universidade de Lisboa, 2003), doutorada em Belas-Artes, área de especialização em Ciências da Arte (Universidade de Lisboa, 2010), pós-doutorada em História e Teoria da Arte Contemporânea e Teoria da Imagem (Université Paris 1 Panthéon-Sorbonne, 2016).

## Livros
Ensaio
- Do pós-modernismo à exposição Alternativa Zero. Nova Vega, 2007.
- Alternativa Zero (1977): o reafirmar da possibilidade de criação. CESIS20/Universidade de Coimbra, 2008.
- Teoria da arte no século XX: modernismo, vanguarda, neovanguarda, pós-modernismo. Imprensa da Universidade de Coimbra, 2012; 2.ª ed. 2014.[2]
- Théorie de l’art au XXe siècle: modernisme, avant-garde, néo-avant-garde, postmodernisme. Éditions L’Harmattan, 2013.
- Artes plásticas e crítica em Portugal nos anos 70 e 80: vanguarda e pós-modernismo. Imprensa da Universidade de Coimbra, 2013; 2.ª ed. 2015.
- Modernidade avulso: escritos sobre arte. Edições A Ronda da Noite, 2014.[3]
- A imagem no enquadramento do desejo: transitividade em pintura, fotografia e cinema. Book Builders, 2016.[4]
- L'image dans le cadre du désir: transitivité dans la peinture, la photographie et le cinema. Éditions L’Harmattan, 2018.
- Teorias da arte: do modernismo à actualidade. Book Builders, 2019; 2.ª ed. 2020.
- Como pode 'isto' ser arte? Breve ensaio sobre crítica de arte e juízo de gosto. Edições Húmus, 2020.
- História da arte em Portugal: do Marcelismo ao final do século XX. Book Builders, 2021.
- Crítica de arte ou o espaço entre a Obra e o Mundo. Edições Húmus, 2021.
- Histoire de l'art au Portugal (1968-2000). Éditions L'Harmattan, 2022.
- A encantatória visualidade: textos sobre cinema. Edições Húmus, 2023.

### Ficção/Poesia
- 67, Rue Greneta. Edições Artefacto, 2014.
- A Kind of Blue. Alambique, 2014.
- Peso Pluma. Edições Paralelo W, 2015.
- Marginal. Não Edições, 2018.
- Zona de rebentação. Book Builders, 2020.